# Нижчий клас
Це стаття про соціальний клас. Про явище бідності див. статтю Бідність
«Нижчий клас» (англ. Underclass) — назва соціальної групи населення, до якої різні дослідники відносять:
- найбідніших і знедолених членів суспільства, суміжних з люмпен-пролетаріатом, про який писав Карл Маркс (Вільям Ллойд Ворнер, американський соціолог, 1930-і роки);[1]
- «уражений у своїх інтересах клас, що складається з безробітних, непрацездатних і зайнятих неповний робочий день осіб, які з більшим чи меншим ступенем безнадійності відокремлені від суспільства в цілому, не беруть участі в його житті і не розділяють його устремлінь і успіхів» (визначення шведського економіста Гуннара Мюрдаля, 1963 рік);[2]